# Франсоа Буше
Франсоа Буше (фр. François Boucher; 29. септембар 1703, Париз —– 30. мај 1770, Париз) био је француски сликар, бакрописац, декоративни уметник и значајан представник рококоа.
Поред обилног рада на сликама, гравирао је на почетку своје каријере бакрорезе по Ватоу. По сопственим композицијама украсио је више краљевских апартмана и приватних кућа (хотел у Субизу). Дао је скице произвођачима таписерија и гоблена из Бовеа као и цртеже за порцелан из Севра. Обавио је значајне декоратерске радове у Версају по наруџбини Мадам Помпадур.
После освајања Велике награде Рима (1723), именован је за првог краљевог сликара и директора академије, која га је примила 1734. године са делом Рено и Армида. Године 1765. постао је председник Краљевске Академије.